# Laurence Owen
Laurence Rochon „Laurie“ Owen (* 9. Mai 1944 in San Francisco, Kalifornien; † 15. Februar 1961 in Berg-Kampenhout, Belgien) war eine US-amerikanische Eiskunstläuferin, die im Einzellauf startete.
Laurence Owen war die jüngere von zwei Töchtern der neunfachen US-Meisterin im Eiskunstlauf, Maribel Vinson und des kanadischen Eiskunstläufers Guy Owen. Ihre ältere Schwester Maribel war ebenfalls Eiskunstläuferin. Beide wurden von ihrer Mutter trainiert. Bis zu ihrem neunten Lebensjahr wuchs sie in Berkeley auf, bevor die Familie nach dem Tod ihres Vaters 1952 nach Winchester, Massachusetts zurückkehrte.
1959 wurde Owen nationale Juniorenmeisterin. Ein Jahr später wurde sie bei ihrer ersten Teilnahme bei den Seniorenmeisterschaften Dritte und qualifizierte sich damit für die Olympischen Spiele in Squaw Valley, wo sie den sechsten Platz belegte. Bei der anschließenden Weltmeisterschaft wurde sie Neunte.
Am 29. Januar 1961 wurde Owen in Colorado Springs US-Meisterin. Wenig später gewann sie auch die nordamerikanischen Meisterschaften. Nach ihrem Sieg wurde sie eine Mediensensation und bekam den Spitznamen „The Winchester Pixie“. Sie erschien auf dem Cover des Magazins Sports Illustrated. Darin wurde sie als „America's most exciting girl skater“ bezeichnet. Owen plante, wie ihre Mutter am Radcliffe College zu studieren und eventuell Schriftstellerin zu werden.
Als amtierende US-Meisterin war Laurence Owen, wie auch ihre Schwester Maribel, die zusammen mit Dudley Richards amtierende Paarlaufmeisterin geworden war und ihre Mutter, Maribel Vinson, die beide trainierte, an Bord des Sabena-Flugs 548, der sie zur Weltmeisterschaft nach Prag bringen sollte. Beim Anflug zu einer Zwischenlandung in Brüssel stürzte das Flugzeug ab. Alle Insassen kamen ums Leben, darunter die gesamte 18-köpfige US-Mannschaft und ihre 16 Angehörigen. Die Weltmeisterschaft in Prag wurde abgesagt. Die sterblichen Überreste der Vinson-Owens wurden in die USA überführt und im Story Chapel Columbarium der Mount Auburn Cemetery in Cambridge, Massachusetts, beigesetzt.
2011 wurde Owen, wie auch die gesamte damals verunglückte US-Mannschaft, in die nationale Hall of Fame aufgenommen.

## Ergebnisse
| Wettbewerb / Jahr                | 1959 | 1960 | 1961 |
| -------------------------------- | ---- | ---- | ---- |
| Olympische Spiele                |      | 6.   |      |
| Weltmeisterschaften              |      | 9.   |      |
| US-amerikanische Meisterschaften | 1. J | 3.   | 1.   |